# Key of Heart / Dotch
Key of Heart / Dotch – dwudziesty-pierwszy singel koreańskiej piosenkarki BoA. Singel został wydany 9 sierpnia 2006 roku.
Singel znajduje się na albumie Made in twenty (20).

## Lista utworów
- CD singel, CD maxi-singel, DVD, DVD-Video (9 sierpnia 2006)[1]

1. „Key of Heart” – 4:59
2. „Dotch” – 3:19
3. „Key of Heart” (English Ver.) – 4:59

DVD-1 „Key of Heart” (Video Clip)
DVD-2 „Key of Heart” (Road Movie)

## Notowania na Listach przebojów
| Kraj    | Lista (2006) | Najwyższa pozycja |
| ------- | ------------ | ----------------- |
| Japonia | Top 20       | 14                |